# Trois-Pommes
 (juin 2018).
Trois-Pommes (Nipper en version originale) est une bande dessinée anglaise ayant pour thème le football, scénarisée par Tom Tully et dessinée par Francisco Solano López, puis R.C. Roylance. Elle a été publiée par Aventures et Voyages dans la revue petit format En piste ! de février 1978 à avril 1985, puis de mai 1985 à août 1990.

## Synopsis
À Blackport, le jeune et chétif Lawrence Lawrence est surnommé « Trois-Pommes ». Orphelin de mère et de père, il a choisi de ne pas être livré à l’assistance publique et vit donc dans la misère sous la tutelle de son « parrain » Munger, un truand de bas étage. Il peut ainsi se consacrer à sa passion, le football. En effet, il rêve d’être engagé par l’équipe locale des « Blackport Rovers ». Il espère décrocher un gros contrat qui lui permettrait d’engager un détective privé et ainsi avoir la preuve que son père - accusé de malversation juste avant son décès suspect - n’était pas un escroc. Après bien des rebondissements, il finira par réaliser son rêve en signant un contrat avec les Rovers, puis par devenir l’un des piliers de l’équipe, tout en réussissant à  innocenter son père.

## Listes des épisodes[1]
1. Une vie de chien
2. Le Match de la dernière chance
3. Le Grand Test
4. L’Épreuve espagnole
5. Avis de recherche
6. Taylor le traître
7. Le Trou
8. Catastrophe à Seaford
9. L’Infernale Équipe de Wigford
10. Sifflé par ses supporters
11. Ces brutes d’anglais
12. La Terreur des stades
13. L’Ennemi intime
14. Marche ou crève !
15. Le canonnier a disparu
16. La Déveine
17. Les Démons du petit paradis
18. Trois points en or
19. Typhoon-la-terreur
20. La Dame de fer
21. Les Jeux idiots
22. La Malédiction de Jan Eyke
23. Les Pièges de l’amitié
24. Freddie la teigne
25. Catastrophes en série
26. Des cheveux blancs
27. Quart-de-botte contre demi-portion
28. Le Fantôme du cousin Ray
29. Le Porte-poisse
30. Dans la panade
31. La Poisse
32. Les Empaillés de Grantham College
33. Les empaillés se déchaînent
34. Le Démentiel Entraînement
35. Celui qu’on n’attendait plus
36. Les Morveux de Blackport
37. Le Buteur pop-star
38. Passe à la caisse
39. Des ennuis à la pelle
40. À la conquête de l’Amérique
41. Diabolique Complot
42. Seul contre tous
43. Tragique Accident
44. Coup du sort
45. Bras de fer à Blackport
46. Le Match de la dernière chance
47. La Grosse Tête
48. Trois-Pommes voit rouge
49. Une équipe fantôme